# Benaming van Turkije
De naam van Turkije in verschillende talen ontleent essentie van het woord "Turk", in combinatie met achtervoegsels met betekenissen zoals "eigenaar", "land van" of "betrekking op".

## Etymologie
De naam van Turkije (van Middeleeuws Latijn Turchia / Turquia) betekent "land van de Turken". Het Middelengels gebruik van Turkye wordt bevestigd in een vroeg werk van Chaucer genaamd The Book of the Duchess (1369). De uitdrukking land van Torke wordt gebruikt in de 15e-eeuwse Digby Mysteries. Later gebruik kan ook gevonden worden in de Dunbar-gedichten, de 16e-eeuwse Manipulus Vocabulorum ("Turkie, Tartaria") en Sylva Sylvarum (Turky) van Francis Bacon.

### Officiële naam
Turkije heeft zijn officiële naam, Türkiye Cumhuriyeti (Republiek Turkije), aangenomen bij de verklaring van de republiek op 29 oktober 1923.

### Turkse bronnen
Het eerste geregistreerde gebruik van de term "Türk" of "Türük" als autoniem staat in de oude Turkse inscripties van de Göktürks (hemelse Turken) van Centraal-Azië (735 v.Chr.). De Turkse zelfaanduiding Türk wordt bevestigd als verwijzing naar de Göktürks in de 6e eeuw na Christus. In 585 schreef Ishbara Qaghan een brief aan de keizer Sui Wendi waarin hij zichzelf beschreef als 'de Grote Turk Khan'.

### Chinese bronnen
Een vroege vorm met dezelfde naam kan worden weerspiegeld in de vorm van tie-le (鐵勒) of tu-jue (突厥). Een naam gegeven door de Chinezen aan de mensen die ten zuiden van het Altay-gebergte in Centraal-Azië wonen al in 177 v.Chr.

### Griekse en Latijnse bronnen
De Griekse naam, Tourkia (Grieks: Τουρκία) werd gebruikt door de Byzantijnse keizer en geleerde Constantine VII Porphyrogenitus in zijn boek De Administrando Imperio, hoewel 'Turken' in zijn gebruik altijd naar Magyaren verwezen. Evenzo werd het middeleeuwse Khazar-rijk, een Turkse staat aan de noordkust van de Zwarte en Kaspische Zee, in Byzantijnse bronnen Tourkia (Land van de Turken) genoemd. De Byzantijnen begonnen deze later echter te gebruiken om de door Seljuk gecontroleerde delen van Anatolië te definiëren in de eeuwen die volgden op de Slag om Manzikert in 1071. De middeleeuwse Griekse en Latijnse termen duiden niet hetzelfde geografische gebied aan dat nu bekend staat als Turkije. In plaats daarvan waren ze meestal synoniem met Tartarije, een term die Khazaria en de andere Khaganates van de Centraal-Aziatische steppe omvatte, tot de verschijning van de Seltsjoeken en de opkomst van het Ottomaanse Rijk in de 14e eeuw.

### Perzische bronnen
De Perzische afleiding Turkestan daarentegen blijft meestal van toepassing op Centraal-Azië. De naam is afgeleid van de etnische zelfaanduiding Türk, omdat Turkestan een Perzische term is die "land van de Turken" betekent.

### Arabische bronnen
De Arabische verwante termen Turkiyya` (Arabisch: تركيا) en ad-Dawlat at-Turkiyya (Arabisch: الدولة التركية, "Staat van de Turken" of "de Turkse staat") werden historisch gebruikt als een officiële naam voor het middeleeuwse Mammelukkensultanaat dat Egypte, Palestina, Syrië, Hidjaz en Cyrenaica bedekte.

### In andere talen
Het Hongaarse woord Törökország, oftewel "Turk-land", is een inheemse vorm.

## In verschillende talen
| Taal           | Naam                                               |
| -------------- | -------------------------------------------------- |
| Afrikaans      | Turkye                                             |
| Albanees       | Turqia                                             |
| Arabisch       | تركيا - Transliteratie: Turkīya                    |
| Armeens        | Թուրքիա - Transliteratie: Turk'ia                  |
| Aragonees      | Turquía                                            |
| Asturisch      | Turquía                                            |
| Azerbeidzjaans | Türkiyə                                            |
| Baskisch       | Turkia                                             |
| Berbers        | Tork                                               |
| Bulgaars       | Турция - Transliteratie: Turtsiya, Turcija         |
| Catalaans      | Turquia                                            |
| Chinees        | 土耳其                                             |
| Deens          | Tyrkiet                                            |
| Duits          | Türkei                                             |
| Engels         | Turkey                                             |
| Esperanto      | Turkio or Turkujo (archaïsch)                      |
| Faeröers       | Turkaland (land van de Turken)                     |
| Filipijns      | Turkiya                                            |
| Fins           | Turkki                                             |
| Frans          | Turquie                                            |
| Fries          | Turkije                                            |
| Georgisch      | თურქეთი - Transliteratie: Turk'eti                 |
| Grieks         | Τουρκία - Transliteratie: Tourkìa                  |
| Hebreeuws      | תורכיה - Transliteratie: Turkiya                   |
| Hongaars       | Törökország                                        |
| IJslands       | Tyrkland (land van de Turken)                      |
| Indonesisch    | Turki                                              |
| Interlingua    | Turchia                                            |
| Italiaans      | Turchia                                            |
| Japans         | トルコ - Transliteratie: Toruko                    |
| Kroatisch      | Turska                                             |
| Koerdisch      | Tirkiyê                                            |
| Koreaans       | 터키 - Transliteratie: Tŏki                        |
| Latijn         | Turcia                                             |
| Lazisch        | Turkona                                            |
| Lets           | Turcija                                            |
| Macedonisch    | Турција - Transliteratie: Turcija, Turtsiya        |
| Nederlands     | Turkije                                            |
| Noors          | Tyrkia                                             |
| Oekraïens      | Туреччина - Transliteratie: Turechchina, Tureččina |
| Perzisch       | ترکیه - Transliteratie: Torkīye                    |
| Pools          | Turcja                                             |
| Portugees      | Turquia                                            |
| Roemeens       | Turcia                                             |
| Russisch       | Турция - Transliteratie: Turtsiya, Turcija         |
| Servisch       | Турска - Transliteratie: Turska                    |
| Spaans         | Turquía                                            |
| Syrisch        | ܬܘܪܟܝܐ - Transliteratie: Turkia                    |
| Turks          | Türkiye                                            |
| Tsjechisch     | Turecko                                            |
| Urdu           | ترکیه - Transliteratie: Torkīye                    |
| Zazaki         | Tırkiye                                            |
| Zweeds         | Turkiet                                            |